# Kentucky vs. Wasson
Kentucky vs. Wasson was een rechtszaak voor het Hooggerechtshof van de Amerikaanse deelstaat Kentucky, waarin bepaald werd dat de sodomiewetgeving van de staat in strijd was met haar grondwet. Voorafgaand aan het proces was geslachtsverkeer tussen twee mensen van hetzelfde geslacht strafbaar met een gevangenisstraf van een jaar en een boete van $500.
In het voorjaar van 1992 opereerden een aantal agenten in burger in de stad Lexington om voornamelijk homoseksuele prostitués op te sporen en te arresteren. Een van de agenten nam een gesprek van circa 20 minuten op met Jeffrey Wasson, die uiteindelijk voorstelde dat de agent met hem mee naar huis kwam. Toen de agent doorvroeg, gaf Wasson te kennen geïnteresseerd te zijn in seks, hetgeen verboden was onder de bepalingen van het anti-sodomiestatuut uit 1860. Hij werd gearresteerd, maar zowel de rechtbank in Fayette County (Kentucky) en het beroepshof aldaar verklaarden de wet waaronder hij opgepakt was in schending met de gelijkheidsclausule van de grondwet van Kentucky. De staat ging in beroep, waarbij het hooggerechtshof de zaak overnam, in plaats van het staatshof van beroep. Op 24 september 1992 concludeerden vier van de zeven rechters dat het statuut inderdaad in strijd was met de grondwet, aangezien Wasson geen geld had gevraagd of aangeboden voor de seks.
Met de uitspraak werd Kentucky de derde staat, na New York en Pennsylvania, die door een rechtbank gedwongen werd sodomie te decriminaliseren. De eerste staat die dat deed zonder gerechtelijk bevel was Illinois, in 1962. Die eerdere twee uitspraken en het vonnis uit Kentucky leidden uiteindelijk tot soortgelijke uitspraken in andere staten, die in 2003 door het Federaal Hooggerechtshof in Washington D.C. bekrachtigd werden in Lawrence vs. Texas.